# L'Aventurière (film)
L'Aventurière (ou Les Cigarettes narcotiques) est un film muet français réalisé par Louis Feuillade, sorti en 1910.

## Fiche technique
- Titre original : L'Aventurière
- Titre alternatif : Les Cigarettes narcotiques
- Réalisation et scénario : Louis Feuillade
- Société de production : Société des Établissements L. Gaumont
- Pays de production : France
- Format : Muet - Noir et blanc - 1,33:1 - 35 mm
- Métrage : 300 m
- Genre : Drame
- Date de sortie : 
  - France : 14 octobre 1910

## Distribution
- Yvette Andréyor
- Renée Carl
- René Navarre